# Peter Jochimsen
Rolf Peter Jochimsen (* 28. Oktober 1950 in Eckernförde) ist ein deutscher Pädagoge, Lyriker und Autor. Er war Rektor der Fachhochschule Kiel. 

## Leben
Peter Jochimsen wurde als drittes Kind von Hans-Peter und Ilse (geb. Harrs) Jochimsen geboren. Er wuchs direkt am Strand von Eckernförde auf. Seine Eltern waren Buchhändler. Nach Nationalsozialismus und Zweitem Weltkrieg war Hans-Peter Jochimsen am Aufbau der Sozialdemokratie in Schleswig-Holstein beteiligt, wurde Redakteur der Volkszeitung in Kiel und ging dann nach Bonn als Referent von verschiedenen Bundesministern, zunächst als persönlicher- und Pressereferent von Lauritz Lauritzen. Peter Jochimsens Kindheit wurde durch die politische Arbeit des Vaters und die kulturellen Ereignisse geprägt, die den Vater als Journalisten begleiteten. 
Mit 19 begann er ein Studium der Sonderpädagogik sowie der Diplom-Pädagogik. Nach vier Jahren hatte er beide Studien abgeschlossen. An der Pädagogischen Hochschule Kiel (heute Christian-Albrechts-Universität zu Kiel) wurde er im Fach Erziehungswissenschaften promoviert. 
1972 noch während des Studiums übernahm er die Leitung des Legasthenieambulatoriums Kiel-Mettendorf als Halbtagsstelle. 
1974 trat Jochimsen eine Stelle als Sonderschullehrer für Verhaltensgestörte im geschlossenen Landesjugendheim Selent an. Ein Jahr später wurde er Schulleiter der Heimschule für Verhaltensgestörte in Büsum und nahm die ersten beiden Pflegekinder bei sich auf. Weitere Pflege- und Adoptivkinder folgten.
Im gleichen Jahr begann er eine Stelle als Lehrbeauftragter der Pädagogischen Hochschule Kiel für Kommunikationstheorie und die Psychologie abweichenden Verhaltens. 
1978 bewarb er sich an der Fachhochschule (FH) Kiel auf eine Professur für Spielpädagogik und erhielt dort mit 28 Jahren eine Anstellung als Lehrkraft für besondere Aufgaben. An der FH Kiel widmete er sich der Erlebnispädagogik. Er wurde zunächst Studienrat, dann Oberstudienrat und Schwerpunktleiter, bevor er die Professur erhielt. Im Anschluss wählte der Fachbereichsrat ihn zum Prodekan und er leitete den Bereich der Öffentlichen Ersatzerziehung. Wesentlich trug er dazu bei den Studiengang Spiel- und Theaterpädagogik ins Leben zu rufen. 1993 bis 1997 war Peter Jochimsen Rektor der Fachhochschule Kiel. In dieser Zeit war Jochimsen als Berater des Kultusministeriums des Landes Schleswig-Holstein tätig. 
1996 erkrankte Jochimsen an Leukämie. Nach Beendigung seines Krankenhausaufenthaltes und seiner Wahlperiode als Rektor ging er mit 46 Jahren in Pension. Allerdings war er weiterhin als Berater und Gutachter tätig und wurde Geschäftsführer eines privaten Trägers der freien Wohlfahrtspflege mit vielen sozialen Projekten in verschiedenen Ländern. 2004 wurde er Geschäftsführer und akademischer Leiter des Baltic Sea International Campus auf dem Gelände der ehemaligen Fachhochschule für Bauwesen in Eckernförde, nachdem er zwei Jahre für den Erhalt dieser Fachhochschule in der Ostseestadt gekämpft hatte. 
Jochimsen ist Kuratoriumsvorsitzender der Peter-Jochimsen-Stiftung in Eckernförde.

## Literarisches Schaffen
1985 ging Jochimsens erster Erzählband Damals in Eckernförde unter dem Pseudonym Ido Schwansen in Druck. 2002 erschien im Borbyer Werkstatt Verlag eine Sammlung seiner lyrischen Texte unter dem Titel Edition Häute. Zum Beruf gemacht hat er die Literatur 2007 mit dem Roman Tote in der Badewanne. Sein berühmtestes Gedicht trägt den Namen Frühstück. In diesem beschreibt er seine Liebe zum morgendlichen Mahl, die Einfachheit und Einzigartigkeit seines Essverhaltens.

## Werke

### Prosa und Lyrik
- Ruth Sawady-Fürbringer und P. Jochimsen: Zeckentochter. Dokumentarroman. (2009)
- Glasbuch Durchsicht. Gedichte von P. Jochimsen auf Glaskunst von Seontae Hwang (2008)
- Tote in der Badewanne. Die Dutschke - Barschel Story. Roman (2007)
- Edition Häute. Lyrische Texte. (2002)
- Damals in Eckernförde. Erschienen unter dem Pseudonym Ido Schwansen (1985)
- Vier Jahreszeiten. Antworten der Hoffnung. Gedichte. Ido Schwansen und Michael Engler (1985)
- Trau dich: Geschichte einer Theater-Tour. Herausgegeben von Peter Jochimsen (1984)

### Wissenschaftliche Arbeiten (Auszug)
- Spiel als sozialpädagogisches Medium. Aus der Arbeit mit verhaltensgestörten Kindern. Stuttgart 1982
- Spiel- und Verhaltensgestörtenpädagogik. Theorie, Didaktik u. Unterrichtspraxis in Schule und Heim. Berlin 1984
- Pflegefamilien: Eine Einführung in ihre Probleme (mit Henning Trabandt). Eckernförde 1989
- Spielraumtheater: Zur Methode eines neuen pädagogischen Mediums (mit Ulrike Hanke). Eckernförde 1989